# 清宮氣數錄
《清宮氣數錄》（英語：Fate of the Last Empire）是香港電視廣播有限公司的電視劇，改編自紫微楊於1990年代在《明報》連載的小說《清室氣數錄》。電視劇於1994年首播，全劇共20集，監製張乾文，主要演員有陳松伶、何寶生、梁小冰、何婉盈、王書麒、羅樂林、黃新等。主題曲由徐嘉良作曲，潘偉源填詞，陳松伶主唱。
本劇於2017年5月6日在TVB經典台以“我們的陳松伶”的名義重播。

## 故事大綱
滿清咸豐年間，何蟲是一位有著先天預視能力的人，能夠憑著“觸機”去解決問題，而廉化忌則是廉抱山的獨女，從京城遷來。二人因為廉化忌透過由父親傳授的術數及奇門遁甲知識協助麵店改善生意，卻不斷被何蟲破壞，使二人不打不相識。
後來，由於以肅順為首的顧命八大臣為了奪權，讓廉抱山以奇門遁甲方法把那拉氏（即後來的慈禧太后）的祖墳佈置成貌似風水絕佳之地「野鹿含花」的格局，但其實暗藏殺機，從而使那拉氏失寵。不過，這些格局都被何蟲破了局。最後廉抱山只好把命格為鳳格的女兒嫁與咸豐帝，但由於廉化忌不欲嫁入宮廷，又自行把命格改變，並把有關技巧教給何蟲，使他幫助那拉氏把命格改成龍格，從而勝過廉抱山佈置的局。
可是那拉氏當權後，卻把清朝推向滅亡，應驗葉赫那拉氏的亡國傳說，而二人亦因為多次洩露天機，扭轉時局，亦落得悲慘收場。

## 演員表

### 主要角色
| 演員   | 角色   | 關係/暱稱                                                                                       |
| 陳松伶 | 廉化忌 | 廉抱山之女 何蟲之情人 精通風水術數 最後因以為何蟲已死而出家                                     |
| 何寶生 | 何 蟲  | 廉抱山之徒弟 廉化忌之情人 洪正之好友 曾傾慕朱愛蓮 擁有「觸機」異能 曾多次幫助慈禧 最後孤獨終老  |
| 羅樂林 | 廉抱山 | 欽天監 廉化忌之親父 何蟲之師父，後陷害他 精通風水術數 幫助顧命八大臣 最後因地震而跌進熔岩中燒死 |
| 王書麒 | 洪 正  | 西洋建築師，後加入天理教 何蟲之好友 朱愛蓮之表哥、情人                                          |
| 何婉盈 | 朱愛蓮 | Elaine 洪正之表妹、情人 曾被何蟲傾慕 隨洪正加入天理教 最後被官兵所殺害                          |
| 李欣曉 | 秋 菊  | 廉化忌之婢女                                                                                    |

### 皇室成員
| 演員   | 角色   | 關係/暱稱 |
| 梁小冰 | 慈禧   | 初為「懿貴妃」，咸豐死後成為「聖母皇太后」 同治之母 與顧命八大臣及廉抱山不和 曾多次受何蟲幫助 與恭親王策動政變，剷除顧命八大臣 |
| 談佩珊 | 慈安   | 咸豐之皇后 順從慈禧 後被慈禧毒死                                                                                               |
| 王偉樑 | 咸豐   | 大清皇帝 同治之父 因病去世 |
| 何浩源 | 恭親王 | 「鬼子六」 與顧命八大臣不和 協助慈禧策動政變                                                                                   |
| 胡耀峰 | 同治   | 初為皇太子，咸豐死後繼位為皇帝 咸豐、慈禧之子                                                                                  |
| 郭少芸 | 丽妃   | 咸豐妃嫔 |

### 顧命八大臣
| 演員   | 角色   | 關係/暱稱                                           |
| 方 傑  | 肅順   | 顧命八大臣 與慈禧不和 獲廉抱山幫助 政變後被慈禧殺害 |
| 陳中堅 | 端華   | 顧命八大臣 與慈禧不和 獲廉抱山幫助 政變後被慈禧殺害 |
| 何璧堅 | 杜翰   | 顧命八大臣 與慈禧不和 獲廉抱山幫助 政變後被慈禧殺害 |
| 陳勉良 | 景壽   | 顧命八大臣 與慈禧不和 獲廉抱山幫助 政變後被慈禧殺害 |
| 曹濟   | 焦祐瀛 | 顧命八大臣 與慈禧不和 獲廉抱山幫助 政變後被慈禧殺害 |
| 黃成想 | 匡源   | 顧命八大臣 與慈禧不和 獲廉抱山幫助 政變後被慈禧殺害 |
| 蕭山仁 | 載垣   | 顧命八大臣 與慈禧不和 獲廉抱山幫助 政變後被慈禧殺害 |
| 黃天鐸 | 穆蔭   | 顧命八大臣 與慈禧不和 獲廉抱山幫助 政變後被慈禧殺害 |

### 其他角色
- 河國榮 飾 英軍參贊羅拔臣（第1集）
- 區　嶽 飾 何公公
- 戴少民 飾 聰
- 張宏偉 飾 乾
- 林劍峰 飾 坤
- 郭卓樺 飾 成
- 麥嘉倫 飾 就
- 張　延 飾 美　女，破壞羅拔臣運數（第1集）
- 虞天偉 飾 王阿九
- 飾 鄉　民
- 黎秀英 飾 鄉　民
- 何金靈 飾 鄉　民
- 黃煒林 飾 鄉　民
- 黃　新 飾 何　求，何蟲父親
- 博　君 飾 多仔公
- 蘇恩磁 飾 多仔婆
- 呂劍光 飾 阿　牛
- 梁欽棋 飾 高　明，高千波兒子
- 廖麗麗 飾 高　母
- 麥皓為 飾 高千波
- 黃文標 飾 高　根
- 孫貴卿 飾 鎮　長
- 劉煒全 飾 富
- 鄭君寧 飾 忠
- 張英才 飾 洪錦安，洪正父親
- 馮素波 飾 洪　母
- 張百賢 飾 財
- 馮瑞珍 飾 三　嬸
- 雲大華 飾 男　子
- 蕭玉燕 飾 大肚婆
- 郭城俊 飾 小　二
- 胡志明 飾 小　偷
- 芳靄鈴 飾 王　妻
- 李耀敬 飾
- 黃建峰 飾 侍　衛
- 羅　維 飾 天理教教徒甲
- 張海勤 飾 天理教教徒乙
- 鄧煜榮 飾 老
- 陳曉雯 飾 靈　兒/宮　女
- 劉海靈 飾 冰　兒/宮　女
- 譚一清 飾 太　醫
- 林家棟 飾 天
- 李衛民 飾 恆
- 黃文標 飾 根
- 鄧汝超 飾 水
- 石　芸 飾 工人甲
- 凌　漢 飾 福　伯
- 林佩君 飾 鳳
- 蔡雲霞 飾 雁
- 蔣文端 飾 娟
- 周匡朝 飾 宋大人
- 王維德 飾 官差甲
- 邵卓堯 飾 官差乙
- 鄭英龍 飾 小安子
- 黃宗賜 飾 生
- 黃仲匡 飾 保
- 王啟德 飾 德
- 黃振寧 飾 官　差
- 何遠恆 飾 官　差
- 劉桂芳 飾 孫　母
- 陳榮峻 飾 不過五
- 俞　明 飾 成　叔
- 游　飈 飾 東
- 薛純基 飾 大頭綠衣
- 吳列華 飾 雙　兒
- 陸麗燕 飾 巧　兒
- 郭少芸 飾 麗　妃
- 譚一清 飾 太　醫
- 黃建峰 飾 待　衛
- 溫雙燕 飾 順　妾
- 曾令茵 飾 順　妾
- 余慕蓮 飾 師　太
- 許實賢 飾 杜心五
- 陳燕航 飾 尼　姑

## 趣事
- 無綫電視2003年劇集《九五至尊》第一集中，講述雍正到了2000年代，在醫院醒來時看到滿清滅亡的電視片段，便是取自《清宮氣數錄》最後一集。
- 劇中王書麒作為革命黨份子，在滿清被推翻時高舉青天白日滿地紅旗，實際上在民國成立之初，青天白日滿地紅旗只作為海軍軍旗，當時的國旗是五色旗；到了1924年，中國國民黨才改用青天白日滿地紅旗作為國旗。

## 參看
- 野鹿含花